# Ivybridge
Ivybridge – miasto w Wielkiej Brytanii, w Anglii w hrabstwie Devon, położone 13 km na wschód od Plymouth na południowym krańcu parku narodowego Dartmoor, przy drodze krajowej A 38. 
Swe powstanie zawdzięcza średniowiecznemu szlakowi Plymouth - Exeter; wzmiankowany w Domesday Book był ważnym punktem przeprawy przez rzekę Erme. Industrializacja miasta rozpoczęła się w XIX w. Zbudowano wtedy do dziś istniejącą papiernię. 

## Miasta partnerskie
- Saint-Pierre-sur-Dives
- Beverungen
- Bedford (Wirginia)